# Erste Synagoge Wiener Neustadt

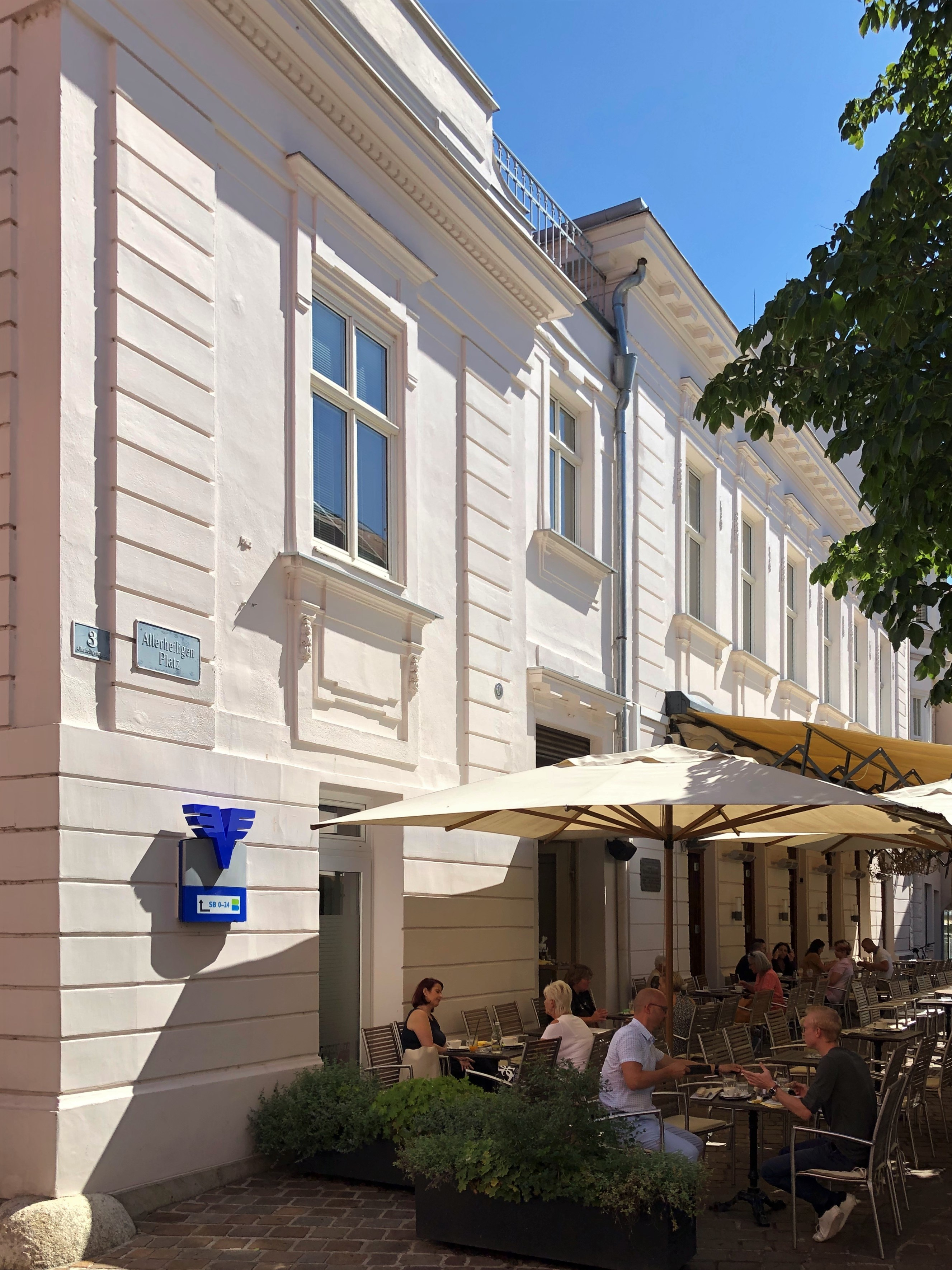
Allerheiligenplatz 1

Die Erste Synagoge Wiener Neustadt befand sich bis 1496/97 am Allerheiligenplatz 1 und war das geografische und symbolische Zentrum der Judengemeinde von Wiener Neustadt.

## Lage und Umgebung
In der südwestlichen Ecke des Hauptplatzes von Wiener Neustadt ist ein Durchgang zum kleinen dreieckigen Allerheiligenplatz, ehemals Judenschulgasse. Das Gebäude am Allerheiligenplatz 1 war bis zur Vertreibung der Juden im Jahre 1496/97 die Synagoge. Alle weiteren Einrichtungen einer jüdischen Gemeinde waren auch dem Areal um den heutigen Platz zugeordnet. Am Allerheiligenplatz 3 / Brodtischgasse 2 soll das Rabbinerhaus, gewesen sein (dafür fehlen aber jegliche Belege) und am Allerheiligenplatz 4 war das Spital. Westlich davon befand sich für koschere Schlachtungen die jüdische Fleischbank. Ein rituelles Tauchbad, die Mikwe, war vermutlich östlich des Spitals., wobei für die Fleischbank ein einst offenes Gerinne, das durch die heutige Allerheiligengasse floss, der Nutzwasserversorgung diente.

## Nachnutzung

### Römisch-katholische Allerheiligenkapelle
Die abgebrannte Synagoge wurde analog zur Ersten Synagoge Neunkirchen zu einem röm.-kath. Gotteshaus mit dem Patrozinium Allerheiligen umgebaut, worauf die Platzbezeichnung hinweist. Diese Allerheiligenkapelle wurde 1784 (unter Joseph II.) aufgehoben.

### Evangelisches Bethaus Wiener Neustadt
Beim Stadtbrand 1834 wurde das Gebäude zerstört und vom Eisenhändler Christoph von Habermayer als evangelisches Bethaus wiederaufgebaut (vgl. Evangelisches Bethaus Wiener Neustadt). Es wurde ein zweigeschoßiges Gebäude mit einer frühhistoristischen Fassade.

### Kaffeehaus
1909 wurde im Zuge der Errichtung des Auferstehungskirche das Bethaus aus der Nutzung genommen und wird heute als Kaffeehaus mit Schanigarten genutzt.